# Jacek Bonarek
Jacek Bonarek (* 1970) je polský historik, specialista na dějiny Byzantské říše.
V roce 2000 obhájil doktorskou práci Romajowie i obcy w Bizancjum. Obraz europejskich grup etnicznych w „Kronice” Jana Skylitzesa. 30. listopadu 2012 habilitoval disertační prací Bizancjum w dobie bitwy pod Mantzikert. Znaczenie zagrożenia seldżuckiego w polityce bizantyńskiej w XI wieku.
Je ředitelem Ústavu dějin v piotrkówské pobočce Univerzity Jana Kochanowského .
Publikoval (spoluautoři Tadeusz Czekalski, Slawomir Sprawski a Stanislaw Turlej) dílo Historii Grecji (2005), které bylo oceněno ministrem vědy a vysokého školství .

## Dílo
- Romajowie i obcy w „Kronice” Jana Skylitzesa. Identyfikacja etniczna Bizantyńczyków i ich stosunek do obcych w świetle Kroniki Jana Skylitzesa, Toruń 2003
- Historia Grecji (spoluautor), Krakov 2005
- IV krucjata. Historia, reperkusje, konsekwencje, Krakov 2005
- Benedykt Cotruglio, Księga o sztuce handlu, spoluautor Piotr Wróbel, Krakov 2007
- Bizancjum w dobie bitwy pod Mantzikert. Znaczenie zagrożenia seldżuckiego w polityce bizantyńskiej w XI wieku, Krakov 2011